# Навалькарнеро
Навалькарнеро (ісп. Navalcarnero) — муніципалітет в Іспанії, у складі автономної спільноти Мадрид. Населення — 23 115 осіб (2010).
Муніципалітет розташований на відстані близько 30 км на південний захід від Мадрида.
На території муніципалітету розташовані такі населені пункти: (дані про населення за 2010 рік)
- Каліпо II: 218 осіб
- Навалькарнеро: 22622 особи
- Агуас-де-Ріаса: 0 осіб
- Карретера-де-Вільяманта: 71 особа
- Карріль-Толедано: 185 осіб
- Каса-де-Роке: 0 осіб
- Фуенте-Піла: 2 особи
- Мансігордо: 17 осіб

## Демографія
Динаміка населення (INE ):

## Галерея зображень

Розташування муніципалітету у автономній спільноті Мадрид
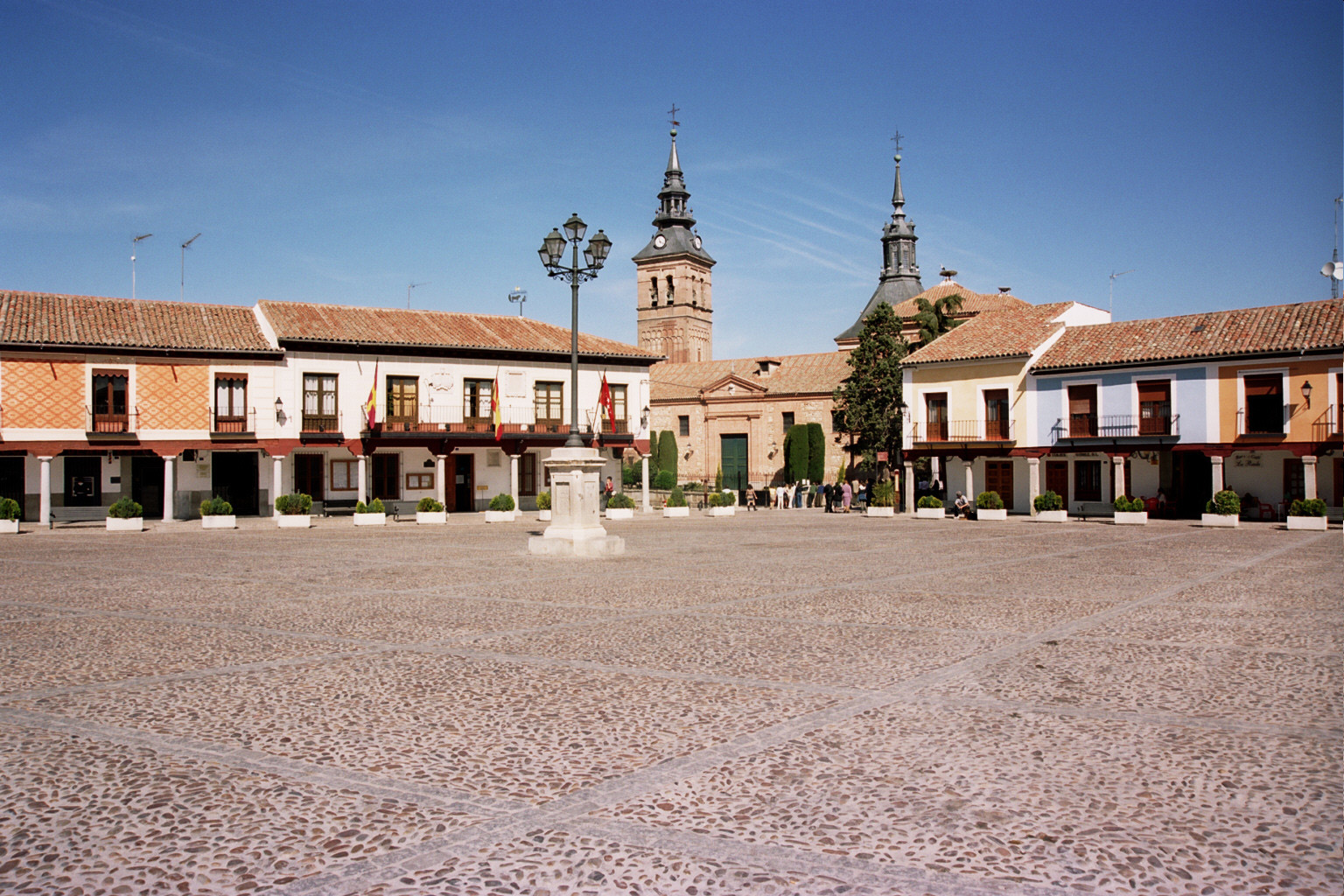
Пласа-де-Сеговія, муніципальна рада і церква Нуестра-Сеньйора-де-ла-Асунсьйон
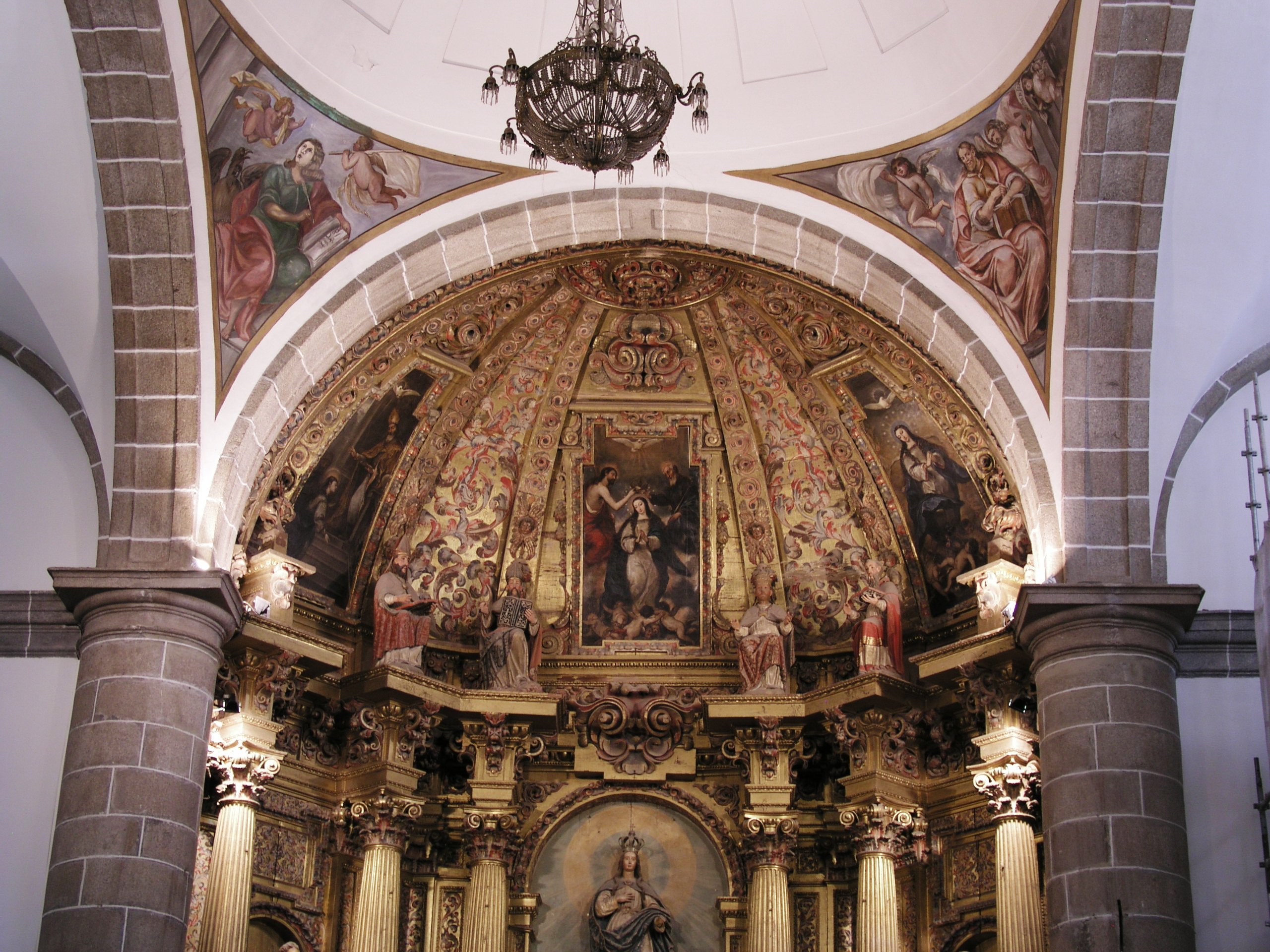
Парафіяльна церква Нуестра-Сеньйора-де-ла-Асунсьйон